# Elecciones parlamentarias de Finlandia de 2019
Las elecciones parlamentarias se realizaron en Finlandia el día domingo 14 de abril de 2019. Por primera vez, ningún partido recibió más del 20% de los votos. El Partido del Centro, que había sido el partido más grande tras las previas elecciones, perdió 18 escaños alcanzando su menor porcentaje de votos desde 1917, cayendo al cuarto puesto, mientras el Partido Socialdemócrata tuvo la mayor subida ganando seis escaños adicionales, convirtiéndose en el mayor partido por una estrecha diferencia. La Liga Verde y la Alianza de la Izquierda también aumentaron sus escaños en cinco y cuatro, respectivamente.
El Partido de los Finlandeses y el Partido de Coalición Nacional también aumentaron en un escaño, con el Partido de los Finlandeses recuperando los escaños que habían perdido en la legislatura anterior cuando 21 de sus parlamentarios se marcharon para formar el partido Reforma Azul que no tuvo éxito en lograr escaños. El Partido Popular Sueco y los Demócrata Cristianos retuvieron todos sus diputados que lograron en la elección anterior. La Coalición Åland retuvo su miembro en las Islas Åland, mientras que Harry Harkimo, un exparlamentario del Partido Coalición Nacional, quien fundó el partido Movimiento Ahora doce meses antes, fue reelecto en su distrito, dándole a su propio movimiento su primer diputado.
Posteriormente el líder del Partido Socialdemócrata, Antti Rinne, formó una coalición de gobierno con el Partido del Centro, la Liga Verde, la Alianza de la Izquierda y el Partido Popular Sueco. Debido a la devastadora derrota del Partido del Centro, el primer ministro Juha Sipilä, anunció que continuaría como líder de su partido hasta la siguiente convención en septiembre de 2019.

## Antecedentes
El gobierno saliente estaba formado por una coalición de tres partidos de centroderecha compuestos por el Partido del Centro, el Partido de los Finlandeses y el Partido Coalición Nacional. El 28 de mayo de 2015, el parlamento eligió a Juha Sipilä como primer ministro por 128 votos contra 62.

### Crisis de gobierno de 2017
El 10 de junio de 2017 fue elegido como nuevo líder del Partido de los Finlandeses, Jussi Halla-aho, después de que Timo Soini decidiera apartarse del cargo tras un largo tiempo como líder. Luego de conversaciones entre los líderes de los tres partidos, Sipilä y el ministro de Hacienda Petteri Orpo anunciaron que no cooperarían más en un gobierno de coalición con el Partido de los Finlandeses. El colapso del gobierno fue evitado el 13 de junio cuando veinte diputados desertaron del grupo parlamentario del Partido de los Finlandeses formando lo que posteriormente se convertiría en el partido Reforma Azul. Un diputado (Kike Elomaa) volvió más tarde al Partido de los Finlandeses y otro (Kaj Turunen) se unió a las filas del Partido Coalición Nacional, dejando a Reforma Azul con 18 escaños y al Partido de los Finlandeses con 17. Además, Veera Ruoho también ingresó al Partido Coalición Nacional. El gobierno de Sipilä retuvo la mayoría en el Parlamento debido a que Reforma Azul continuó como miembro de la coalición, mientras que el Partido de los Finlandeses se trasladó a la oposición.
El 8 de marzo de 2019 el primer ministro Sipilä renunció. Sin embargo, ese mismo día el presidente Sauli Niinistö le pidió que liderara al gobierno provisional. De acuerdo con Sipilä, su gobierno colapsó debido a que no lograron un acuerdo sobre la controversial reforma de la atención de salud. Pero varios analistas políticos finlandeses interpretaron su renuncia como un movimiento estratégico que le daría a los partidos de la coalición, en particular al Partido del Centro de Sipilä, más libertad durante la campaña electoral. Así el Partido del Centro podría revivir en las encuestas, en las cuales el partido estaba rezagado tras los Socialdemócratas.

## Campaña

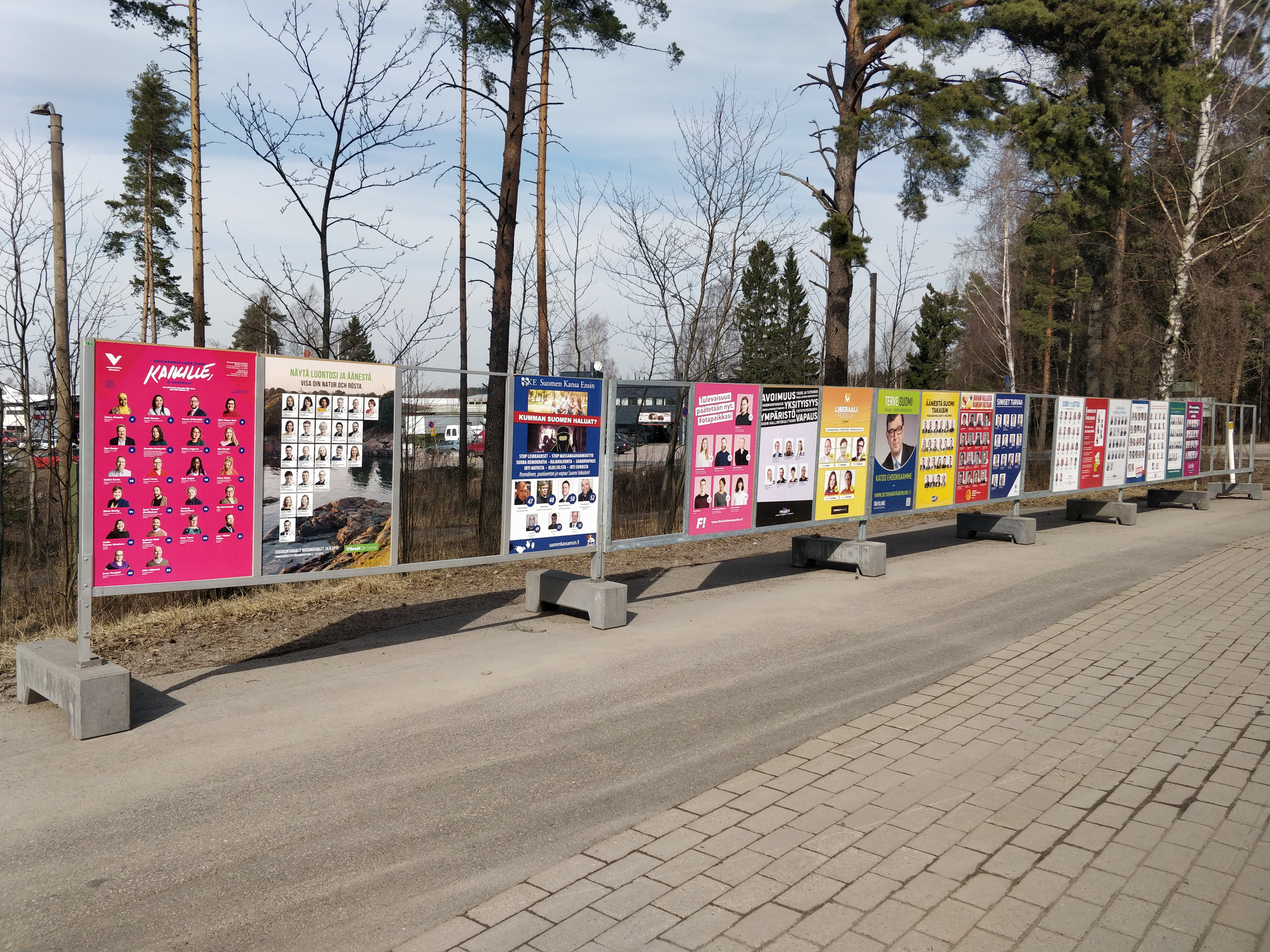
Anuncios electorales en Helsinki

Después del escándalo de explotación sexual infantil en Oulu, el apoyo al Partido de los Finlandeses pasó de entre 8,5% y 9% al final de 2018, hasta el 17,5% previo a las elecciones.
Los Socialdemócratas propusieron aumentar los impuestos para financiar el generoso sistema de bienestar del país.
La elección tuvo "un inusual nivel de agresión en el período de campaña" considerando que "los ataques a políticos son raros en Finlandia". A finales de marzo, un hombre golpeó al candidato de la Alianza de la Izquierda, Suldaan Said Ahmed, en el pecho mientras lo llamaba infiel y pedófilo y un día antes un hombre vistiendo logos del grupo antiinmigrante y de extrema derecha Soldados de Odín intentó atacar al ministro de Asuntos Exteriores, Timo Soini, del Partido Reforma Azul.

## Sistema electoral

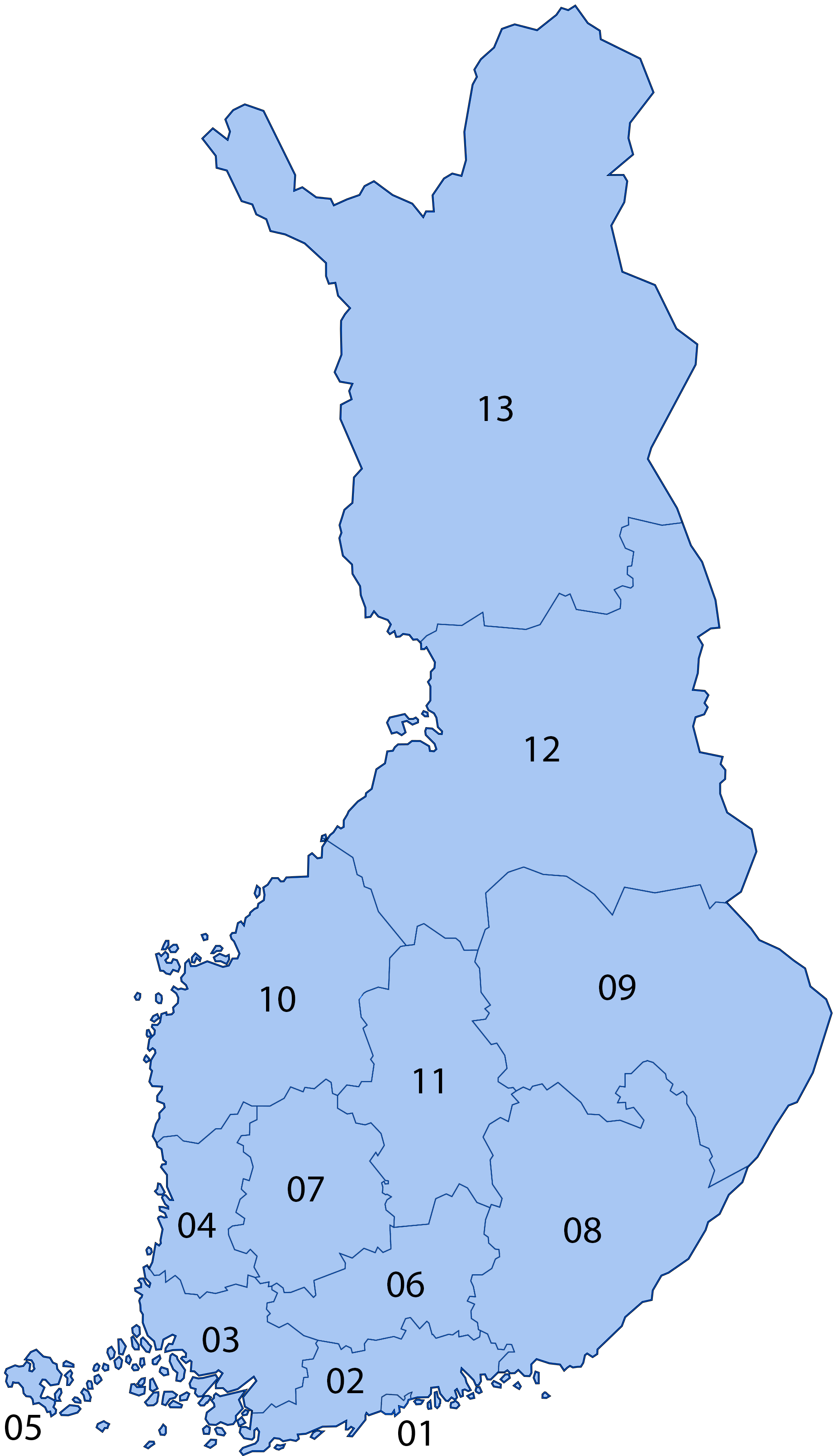
Distritos electorales de Finlandia en las elecciones de 2019.

Los 200 miembros del Eduskunta son electos utilizando el Escrutinio proporcional plurinominal en 13 distritos electorales, los escaños son repartidos utilizando el Sistema d'Hondt. El número de representantes electos es proporcional a la población en el distrito seis meses previo a las elecciones. Åland tiene un distrito electoral de un solo miembro y su propio sistema de partidos. Comparado con la última elección en 2015, un escaño ha sido relocalizado de Savonia-Karelia a Uusimaa.
| Distrito electoral   | Asientos |
| -------------------- | -------- |
| 01 Helsinki          | 22       |
| 02 Uusimaa           | 36       |
| 03 Finlandia Proper  | 17       |
| 04 Satakunta         | 8        |
| 05 Åland             | 1        |
| 06 Tavastia          | 14       |
| 07 Pirkanmaa         | 19       |
| 08 Finlandia Sureste | 17       |
| 09 Savonia-Karelia   | 15       |
| 10 Vaasa             | 16       |
| 11 Finlandia Central | 10       |
| 12 Oulu              | 18       |
| 13 Lapland           | 7        |

## Resultados
|                                      |                                                       |           |      |         |       |
| Partido                              | Partido                                               | Votos     | %    | Escaños | +/–   |
|                                      | Partido Socialdemócrata de Finlandia                  | 545.544   | 17,7 | 40      | +6    |
|                                      | Partido de los Finlandeses                            | 538.731   | 17,5 | 39      | +1    |
|                                      | Coalición Nacional                                    | 523.446   | 17,0 | 38      | +1    |
|                                      | Partido del Centro                                    | 423.352   | 13,8 | 31      | –18   |
|                                      | Liga Verde                                            | 353.654   | 11,5 | 20      | +5    |
|                                      | Alianza de la Izquierda                               | 251.254   | 8,2  | 16      | +4    |
|                                      | Partido Popular Sueco                                 | 139.428   | 4,5  | 9       | 0     |
|                                      | Demócratas Cristianos                                 | 120.039   | 3,9  | 5       | 0     |
|                                      | Movimiento Ahora                                      | 69.355    | 2,3  | 1       | Nuevo |
|                                      | Reforma Azul                                          | 29.959    | 1,0  | 0       | Nuevo |
|                                      | Partido Pirata                                        | 18.991    | 0,6  | 0       | 0     |
|                                      | Coalición Åland                                       | 11.638    | 0,4  | 1       | 0     |
|                                      | Movimiento 7 Estrellas                                | 11.403    | 0,4  | 0       | Nuevo |
|                                      | Partido de los Ciudadanos                             | 7.729     | 0,3  | 0       | Nuevo |
|                                      | Partido Feminista                                     | 6,669     | 0.2  | 0       | Nuevo |
|                                      | Partido Liberal – Libertad para Escoger               | 5.043     | 0,2  | 0       | Nuevo |
|                                      | Partido Comunista de Finlandia                        | 4.285     | 0,1  | 0       | 0     |
|                                      | Partido de la Justicia Animal                         | 3.356     | 0,1  | 0       | Nuevo |
|                                      | Partido de la Independencia                           | 2.444     | 0,1  | 0       | 0     |
|                                      | Primero el Pueblo Finlandés                           | 2.367     | 0,1  | 0       | Nuevo |
|                                      | Partido Obrero Comunista - Por la Paz y el Socialismo | 1.294     | 0.0  | 0       | 0     |
|                                      | Otros Partidos                                        | 8.511     | 0,3  | 0       | –     |
| Total                                | Total                                                 | 3,078,492 | 100  | 200     | 0     |
|                                      |                                                       |           |      |         |       |
| Votos válidos                        | Votos válidos                                         | 3.078.492 | 99,4 |         |       |
| Votos nulos                          | Votos nulos                                           | 19.023    | 0,6  |         |       |
| Total                                | Total                                                 | 3.097.515 | 100  |         |       |
| Votantes registrados / Participación | Votantes registrados / Participación                  | 4.255.466 | 72.8 |         |       |
| Fuente: Vaalit                       |                                                       |           |      |         |       |

## Formación de gobierno
Durante los debates electorales, los Socialdemócratas, la Coalición Nacional, la Liga Verde, la Alianza de Izquierdas y el Partido Popular Sueco declararon que estaban interesados en unirse a una coalición que no incluyera al Partido de los Finlandeses. A pesar de que cinco partidos lo descartaron, el presidente del partido, Jussi Halla-aho, dijo que todos los partidos deberían mostrar responsabilidad al formar una coalición gobernante. Dijo que la forma más responsable de formar una coalición es incluir al Partido de los Finlandeses.
Dos semanas después, el líder de los socialdemócratas Antti Rinne, quien se espera que dirija el nuevo gobierno, envió un cuestionario a cada una de los otros partidos, para evaluar sus posiciones sobre diversos temas, como los ingresos básicos, la negociación colectiva, el cambio climático o la reforma de la atención de salud. Basado en las respuestas y en las conversaciones iniciales con todos los partidos, Rinne anunció que negociaría la formación de un gobierno con el Partido del Centro, la Liga Verde, la Alianza de la Izquierda y el Partido Popular Sueco. Las negociaciones finalmente tuvieron éxito, y el Gabinete de Rinne se inauguró formalmente el 6 de junio.